# Margarita Gasparjan
Margarita Melikovna Gasparjan (Moskou, 1 september 1994) is een tennisspeelster uit Rusland. Zij begon met tennis toen zij vijf jaar oud was. Haar favoriete ondergrond is hardcourt en gras. Zij speelt rechtshandig en heeft een enkelhandige backhand.
Na een afwezigheid van anderhalf jaar (sinds medio 2021), waarin zij trouwde en een zoon kreeg, speelt Gasparjan sinds januari 2023 onder de naam Margarita Betova.

## Loopbaan

### Enkelspel
Gasparjan debuteerde in 2010 op het ITF-toernooi van Moskou (Rusland). Zij stond in 2012 voor het eerst in een finale, op het ITF-toernooi van Moskou (Rusland) – hier veroverde zij haar eerste titel, door de Oekraïense Ljoedmyla Kitsjenok te verslaan. Tot op heden(juni 2023) won zij negen ITF-titels, de meest recente in 2015 in Croissy-Beaubourg (Frankrijk).
In 2012 speelde Gasparjan voor het eerst op een WTA-hoofdtoernooi, op het toernooi van Moskou, waar zij via een wildcard was toegelaten. Zij stond in 2015 voor het eerst in een WTA-finale, op het toernooi van Bakoe – hier veroverde zij haar eerste titel, door de Roemeense Patricia Maria Țig te verslaan. Door drie knie-operaties was zij ruim een jaar buiten bedrijf (van juli 2016 tot oktober 2017). In 2018 won zij haar tweede WTA-titel, in Tasjkent. Daarna duurde het 2½ jaar voor zij weer eens in een finale stond, op het WTA-toernooi van Sint-Petersburg 2021 – tijdens de eindstrijd tegen landgenote Darja Kasatkina moest Gasparjan in de tweede set afhaken, wegens een onderrugblessure.
In 2016 bereikte zij de vierde ronde op de Australian Open.
Haar hoogste positie op de WTA-ranglijst is de 41e plaats, die zij bereikte in februari 2016.

### Dubbelspel
Gasparjan behaalde in het dubbelspel betere resultaten dan in het enkelspel. Zij debuteerde in 2010 op het ITF-toernooi van Kazan (Rusland) samen met landgenote Anna Arina Marenko. Zij stond in 2012 voor het eerst in een finale, op het ITF-toernooi van Kaarst (Duitsland), samen met landgenote Anna Smolina – hier veroverde zij haar eerste titel, door het Russische duo Alexandra Artamonova en Marina Melnikova te verslaan. Tot op heden(juni 2023) won zij acht ITF-titels, de meest recente in 2015 in Trnava (Slowakije).
In 2011 speelde Gasparjan voor het eerst op een WTA-hoofdtoernooi, op het toernooi van Moskou, waar zij samen met landgenote Darja Gavrilova via een wildcard was toegelaten. Zij stond in 2014 voor het eerst in een WTA-finale, op het toernooi van Tasjkent, samen met landgenote Aleksandra Panova – zij verloren van het koppel Aleksandra Krunić en Kateřina Siniaková. In 2015 veroverde Gasparjan haar eerste WTA-titel, op het toernooi van Bakoe, samen met landgenote Aleksandra Panova, door het koppel Vitalia Djatsjenko en Olha Savtsjoek te verslaan. In 2016 bereikte zij op Roland Garros de halve finale, aan de zijde van landgenote Svetlana Koeznetsova.
Haar hoogste positie op de WTA-ranglijst is de 25e plaats, die zij bereikte in juni 2016.

### Tennis in teamverband
In de periode 2013–2019 maakte Gasparjan deel uit van het Russische Fed Cup-team – zij behaalde daar een winst/verlies-balans van 1–4.

## Posities op deWTA-ranglijst
Positie per einde seizoen:
| jaar | rang enkelspel | rang dubbelspel |
| ---- | -------------- | --------------- |
| 2011 | 648            | 747             |
| 2012 | 231            | 280             |
| 2013 | 318            | 243             |
| 2014 | 217            | 99              |
| 2015 | 62             | 75              |
| 2016 | 115            | 41              |
|      |                |                 |
| 2018 | 105            | 218             |
| 2019 | 87             | 95              |
| 2020 | 125            | 255             |
| 2021 | 164            | 1604            |
|      |                |                 |

## Palmares
| Legenda                 |
| ----------------------- |
| Grandslamtoernooi       |
| Olympische Spelen       |
| Year-End Championships  |
| Premier Mandatory       |
| Premier Five / WTA 1000 |
| Premier / WTA 500       |
| International / WTA 250 |
| Challenger / WTA 125    |

### WTA-finaleplaatsen enkelspel
| nr.              | finale     | toernooi            | ondergrond    | tegenstandster      | score          |         |
| ---------------- | ---------- | ------------------- | ------------- | ------------------- | -------------- | ------- |
| gewonnen finales |            |                     |               |                     |                |         |
| 1.               | 2015-08-02 | WTA Bakoe           | hardcourt     | Patricia Maria Țig  | 6-3, 5-7, 6-0  | details |
| 2.               | 2018-09-29 | WTA Tasjkent        | hardcourt     | Anastasija Potapova | 6-2, 6-1       | details |
| verloren finales |            |                     |               |                     |                |         |
| 1.               | 2021-03-21 | WTA Sint-Petersburg | hardcourt (i) | Darja Kasatkina     | 3-6, 1-2, opg. | details |

### WTA-finaleplaatsen vrouwendubbelspel
| nr.              | finale     | toernooi            | ondergrond    | partner             | tegenstandsters                          | score            |         |
| ---------------- | ---------- | ------------------- | ------------- | ------------------- | ---------------------------------------- | ---------------- | ------- |
| gewonnen finales |            |                     |               |                     |                                          |                  |         |
| 1.               | 2015-08-02 | WTA Bakoe           | hardcourt     | Aleksandra Panova   | Vitalia Djatsjenko Olha Savtsjoek        | 6-3, 7-5         | details |
| 2.               | 2015-10-03 | WTA Tasjkent        | hardcourt     | Aleksandra Panova   | Vera Doesjevina Kateřina Siniaková       | 6-1, 3-6, [10-3] | details |
| 3.               | 2016-04-30 | WTA Praag           | gravel        | Andrea Hlaváčková   | María Irigoyen Paula Kania               | 6-4, 6-2         | details |
| 4.               | 2019-02-03 | WTA Sint-Petersburg | hardcourt (i) | Jekaterina Makarova | Anna Kalinskaja Viktória Kužmová         | 7-5, 7-5         | details |
| verloren finales |            |                     |               |                     |                                          |                  |         |
| 1.               | 2014-09-13 | WTA Tasjkent        | hardcourt     | Aleksandra Panova   | Aleksandra Krunić Kateřina Siniaková     | 2-6, 1-6         | details |
| 2.               | 2015-11-15 | WTA Limoges         | hardcourt (i) | Oksana Kalasjnikova | Barbora Krejčíková Mandy Minella         | 6-1, 5-7, [6-10] | details |
| 3.               | 2019-08-23 | WTA The Bronx       | hardcourt     | Monica Niculescu    | Darija Jurak María José Martínez Sánchez | 5-7, 6-2, [7-10] | details |

## Resultaten grandslamtoernooien
| Legenda | Legenda                          |
| ------- | -------------------------------- |
| g.t.    | geen toernooi gehouden           |
| l.c.    | lagere categorie                 |
| –       | niet deelgenomen                 |
| G       | uitgeschakeld in de groepsfase   |
| 1R      | uitgeschakeld in de eerste ronde |
| 2R      | uitgeschakeld in de tweede ronde |
| 3R      | uitgeschakeld in de derde ronde  |
| 4R      | uitgeschakeld in de vierde ronde |
| KF      | uitgeschakeld in de kwartfinale  |
| HF      | uitgeschakeld in de halve finale |
| F       | de finale verloren               |
| W       | het toernooi gewonnen            |
| w-v     | winst/verlies-balans             |

### Enkelspel
| toernooi        | 2015 | 2016 |    | 2018 | 2019 | 2020 | 2021 |
| --------------- | ---- | ---- | -- | ---- | ---- | ---- | ---- |
| Australian Open | –    | 4R   | –  | 2R   | 1R   | 1R   |      |
| Roland Garros   | 1R   | 1R   | –  | 1R   | 1R   | 1R   |      |
| Wimbledon       | 1R   | 1R   | –  | 2R   | g.t. | –    |      |
| US Open         | –    | –    | 1R | 2R   | 2R   | –    |      |

### Vrouwendubbelspel
| toernooi        | 2015 | 2016 |    | 2018 | 2019 |
| --------------- | ---- | ---- | -- | ---- | ---- |
| Australian Open | –    | 2R   | –  | 2R   |      |
| Roland Garros   | –    | HF   | –  | –    |      |
| Wimbledon       | 2R   | 1R   | –  | 1R   |      |
| US Open         | 2R   | –    | 2R | 1R   |      |